# دبیرخانه بخش اوداپالاتها
دبیرخانه بخش اوداپالاتها (به لاتین: Udapalatha Divisional Secretariat) یک منطقهٔ مسکونی در سری‌لانکا است که در ناحیه کندی واقع شده‌است.